# Uhlíková čerň

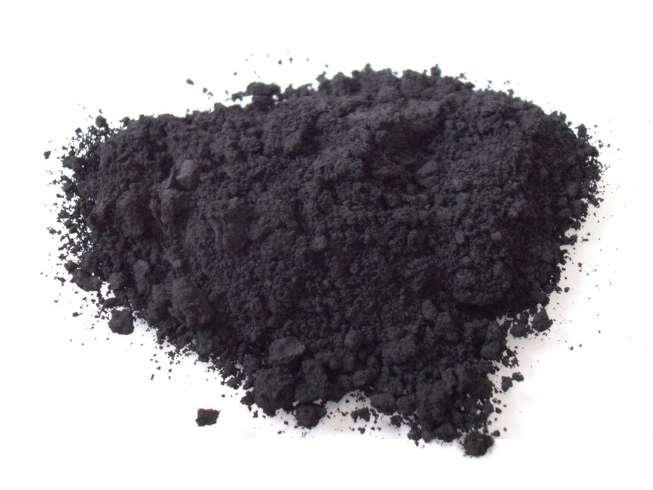
Uhlíková čerň

Uhlíková čerň je látka vyráběná například nedokonalým spalováním dehtu. Tvoří ji parakrystalický uhlík. Přidává se například do pneumatik. Opotřebením se může dostávat do ovzduší. Je to možný karcinogen.